# كالفين دونكان
كالفين دونكان (21 مارس 1961 في الولايات المتحدة - ) (بالإنجليزية: Calvin Duncan)‏ هو مدرب كرة سلة ولاعب كرة سلة أمريكي في مركز هجوم خلفي. لعب مع سيدر رابيدز سيلفر بولتس ‏ وVCU Rams men's basketball ‏.

## وصلات خارجية
- كالفين دونكان على موقع سبورتس رفرنس (الإنجليزية)
- كالفين دونكان على موقع كلية كرة السلة في سبورتس رفرنس.كوم (الإنجليزية)
- كالفين دونكان على موقع ريلجم (الإنجليزية)